# Comuna 5 (Cali)
La Comuna 5 de la ciudad de Cali está ubicada en la parte norte de la ciudad, entre la Carrera 1, la Autopista Simón Bolívar, la Carrera 7 y la Calle 46B. Limita al oriente con la Comuna 6, al sur con la Comuna 7 y al occidente con la Comuna 4.
La comuna se encuentra en una posición que puede considerarse como estratégica dada su cercanía y equidistancia al Centro tradicional, a los terminales de transporte (buses, tren), a las salidas a los vecinos municipios de Yumbo, Palmira (Aeropuerto) y Candelaria, además de estar claramente bordeada por 3 Corredores Urbanos Principales, como la Autopista Oriental, la Carrera 1a y la vía férrea a Palmira, tal vez el más importante dado su potencial como solución al transporte masivo. Referencias como el cementerio Metropolitano, el Instituto Sena y la Sede del Tránsito Municipal permiten ubicar rápidamente la comuna.

## Economía y Sociedad
En la comuna se encuentra la empresa industrias del maíz, la más grande de la comuna, también, tiene algunas pequeñas empresas especializadas en textiles, confecciones y alimento. 
La población se encuentra entre los estratos 3 y 4. Cuenta además, con 3 puestos de salud, 48 unidades educativas, entre las que se encuentra el SENA
En la Comuna se encuentra, El Centro Comercial Único Outlet. Además de contar con algunos super y mini mercados como, Olímpica, Metro, Comfandi, la 14, Super Inter, Megalider y D1.

## Barrios
La comuna 5 está conformada por los siguientes barrios:
| - El Sena - Palmeras del Norte - Los Andes - La Rivera II - Chiminangos 1.ª Etapa - Chiminangos 2.ª Etapa - Metropolitano del Norte - Plazas Verdes - Urbanización Barranquilla - Villa del Sol | - Paseo de los Almendros - Villas de Veracruz - Torres de Comfandi - Villa del Prado - Santa Bárbara - Brisas del Guabito - Barrio Residencial el Bosque - Brisas de los Andes - Salomia - Jardín del Viento |